# Carebaco-Meisterschaft

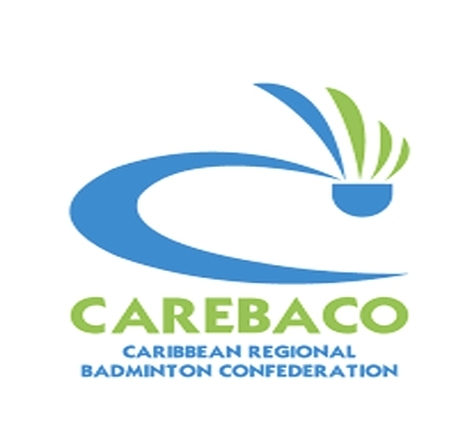
Logo der Carebaco

Die Carebaco-Meisterschaften (auch Carebaco International) sind im Badminton die Titelkämpfe der Caribbean Regional Badminton Confederation (CAREBACO). Sie wurden erstmals 1972 ausgetragen.
Die Carebaco-Meisterschaften werden seit 1999 offen ausgetragen, das heißt, es können auch Badmintonspieler von Nicht-CAREBACO-Mitgliedsländern teilnehmen. 2005 fanden bereits die 29. CAREBACO-Meisterschaften statt, wurden in diesem Jahr aber als Central American & Caribbean Championships 2005 bezeichnet. Die Wettkämpfe sind nicht zu verwechseln mit den Zentralamerika- und Karibikspielen.

## Turniergewinner
| Saison    | Herreneinzel                                                   | Dameneinzel                                                    | Herrendoppel                                                   | Damendoppel                                                    | Mixed                                                          | Teams                                                          |
| --------- | -------------------------------------------------------------- | -------------------------------------------------------------- | -------------------------------------------------------------- | -------------------------------------------------------------- | -------------------------------------------------------------- | -------------------------------------------------------------- |
| 1972      | Romeo Ebeciljo Caster                                          | Jennifer Haddad                                                | nicht ausgetragen                                              | nicht ausgetragen                                              | nicht ausgetragen                                              | Jamaika                                                        |
| 1973      | Romeo Ebeciljo Caster                                          | Jennifer Haddad                                                | Roel Sjauw Mook Reginald Chin Jong                             | Jennifer Haddad Margareth Parslow                              | Richard Wong Margareth Parslow                                 | Jamaika                                                        |
| 1974      | Keith Palmer                                                   | Beena Narwani                                                  | Roel Sjauw Mook Otmar Kersout                                  | Jennifer Haddad Margareth Parslow                              | Richard Roberts Jennifer Haddad                                | Jamaika                                                        |
| 1975      | Richard Wong                                                   | Jennifer Haddad                                                | Roel Sjauw Mook Otmar Kersout                                  | Jennifer Haddad Georgina Hew                                   | Brian Haddad Anna van de Groot                                 | Jamaika                                                        |
| 1976      | Richard Wong                                                   | Beena Narwani                                                  | Roel Sjauw Mook Otmar Kersout                                  | Jennifer Haddad Christine Chung                                | Richard Wong Jennifer Haddad                                   | Jamaika                                                        |
| 1977      | Oranjestad, abgesagt, Neubau Sporthalle nicht fertig           | Oranjestad, abgesagt, Neubau Sporthalle nicht fertig           | Oranjestad, abgesagt, Neubau Sporthalle nicht fertig           | Oranjestad, abgesagt, Neubau Sporthalle nicht fertig           | Oranjestad, abgesagt, Neubau Sporthalle nicht fertig           | Oranjestad, abgesagt, Neubau Sporthalle nicht fertig           |
| 1978      | George Hugh                                                    | Beena Narwani                                                  | Brian Haddad Victor Ziadie                                     | Diana Uiterloo Loes Sjauw Mook                                 | Brian Haddad Jennifer Haddad                                   | Jamaika                                                        |
| 1979      | George Hugh                                                    | Beena Narwani                                                  | George Hugh Sammy Leyow                                        | Carol Leyow Marie Leyow                                        | George Hugh Marie Leyow                                        | Jamaika                                                        |
| 1980      | Sammy Leyow                                                    | Carol Leyow                                                    | Tommy Leyow Sammy Leyow                                        | Carol Leyow Marie Leyow                                        | Dudley Chen Marie Leyow                                        | Jamaika                                                        |
| 1981      | George Hugh                                                    | Marie Leyow                                                    | George Hugh Sammy Leyow                                        | Anette Leyow Marie Leyow                                       | George Hugh Marie Leyow                                        | Jamaika                                                        |
| 1982      | Tommy Lee                                                      | Marie Leyow                                                    | George Hugh Sammy Leyow                                        | Carol Leyow Marie Leyow                                        | George Hugh Marie Leyow                                        | Jamaika                                                        |
| 1983      | Garth King                                                     | Debra O’Connor                                                 | Garth King Sammy Leyow                                         | Virginia Chariandy Debra O’Connor                              | Carl Khan Debra O’Connor                                       | Suriname                                                       |
| 1984      | Mike van Daal                                                  | Debra O’Connor                                                 | Mike van Daal Clyde van Daal                                   | Virginia Chariandy Debra O’Connor                              | Sammy Leyow Marie Leyow                                        | Suriname                                                       |
| 1985      | Mike van Daal                                                  | Debra O’Connor                                                 | Mike van Daal John Sno                                         | Virginia Chariandy Debra O’Connor                              | Mike van Daal Sherida Ramzan                                   | Trinidad und Tobago                                            |
| 1986      | Robert Richards                                                | Debra O’Connor                                                 | Robert Richards Garth King                                     | Debra O’Connor Beverly Tang Choon                              | Carl Khan Debra O’Connor                                       | Jamaika                                                        |
| 1987      | Garth King                                                     | Debra O’Connor                                                 | Robert Richards Garth King                                     | Debra O’Connor Beverly Tang Choon                              | Robert Richards Marie Leyow                                    | Jamaika                                                        |
| 1988      | Hedwig de La Fuente                                            | Yu Nilen                                                       | Clyde van Daal John Sno                                        | Yu Nilen Loes Sjauw Mook                                       | Hedwig de La Fuente Yu Nilen                                   | Suriname                                                       |
| 1989      | Georgetown, abgesagt                                           | Georgetown, abgesagt                                           | Georgetown, abgesagt                                           | Georgetown, abgesagt                                           | Georgetown, abgesagt                                           | Georgetown, abgesagt                                           |
| 1990      | Vernon Griffiths                                               | Debra O’Connor                                                 | Ronald Clarke David Lee Kim                                    | Debra O’Connor Virginia Chariandy                              | Ronald Clarke Debra O’Connor                                   | Trinidad und Tobago                                            |
| 1991      | Georgetown, abgesagt                                           | Georgetown, abgesagt                                           | Georgetown, abgesagt                                           | Georgetown, abgesagt                                           | Georgetown, abgesagt                                           | Georgetown, abgesagt                                           |
| 1992      | Kenneth Erichsen                                               | Debra O’Connor                                                 | Roy Paul jr. Robert Richards                                   | Marie Leyow Terry Leyow                                        | Robert Richards Marie Leyow                                    | Jamaika                                                        |
| 1993      | Kenneth Erichsen                                               | Debra O’Connor                                                 | Roy Paul jr. Paul Leyow                                        | Debra O’Connor Sabrina Cassie                                  | Paul Leyow Terry Leyow                                         |                                                                |
| 1994      | nicht ausgetragen                                              | nicht ausgetragen                                              | nicht ausgetragen                                              | nicht ausgetragen                                              | nicht ausgetragen                                              | nicht ausgetragen                                              |
| 1995      | Kenneth Erichsen                                               | Debra O’Connor                                                 | Roy Paul jr. Paul Leyow                                        | Debra O’Connor Beverly Tang Choon                              | Paul Leyow Terry Leyow                                         |                                                                |
| 1996      | Kenneth Erichsen                                               | Debra O’Connor                                                 |                                                                | Debra O’Connor Beverly Tang Choon                              |                                                                | Jamaika                                                        |
| 1997      | Kenneth Erichsen                                               | Nigella Saunders                                               | Roy Paul jr. Robert Richards                                   | Sabrina Cassie Zuedi Mack                                      | Argyle Maynard Chalise Jordan                                  |                                                                |
| 1998      | Roy Paul jr.                                                   | Yesenia Leon Ruiz                                              | Roy Paul jr. Robert Richards                                   | Shackerah Cupidon Terry Leyow                                  | Roy Paul jr. Terry Leyow                                       | Kuba                                                           |
| 1999      | Mike Beres                                                     | Kara Solmundson                                                | Bobby Milroy William Milroy                                    | Milaine Cloutier Robbyn Hermitage                              | Mike Beres Kara Solmundson                                     | Jamaika                                                        |
| 2000      | Bridgetown, nur Junioren                                       | Bridgetown, nur Junioren                                       | Bridgetown, nur Junioren                                       | Bridgetown, nur Junioren                                       | Bridgetown, nur Junioren                                       | Bridgetown, nur Junioren                                       |
| 2001      | Bradley Graham                                                 | Nigella Saunders                                               | Alex Haddad Roy Paul jr.                                       | Alya Lewis Nigella Saunders                                    | Bradley Graham Nigella Saunders                                | Jamaika                                                        |
| 2002      | Tjitte Weistra                                                 | Sandra Jimeno                                                  | Guilherme Kumasaka Guilherme Pardo                             | Sandra Jimeno Doriana Rivera                                   | Tjitte Weistra Doriana Rivera                                  |                                                                |
| 2003      | Toru Matsumoto                                                 | Miyo Akao                                                      | Ingo Kindervater Björn Siegemund                               | Yoshiko Iwata Miyuki Tai                                       | Mike Beres Jody Patrick                                        | Trinidad und Tobago                                            |
| 2004      | Andrew Dabeka                                                  | Charmaine Reid                                                 | Khankham Malaythong Raju Rai                                   | Helen Nichol Charmaine Reid                                    | Philippe Bourret Helen Nichol                                  |                                                                |
| 2005      | Ilian Perez                                                    | Charmaine Reid                                                 | Mike Beres William Milroy                                      | Charmaine Reid Helen Nichol                                    | Mike Beres Valérie Loker                                       | -                                                              |
| 2006      | nicht ausgetragen                                              | nicht ausgetragen                                              | nicht ausgetragen                                              | nicht ausgetragen                                              | nicht ausgetragen                                              | nicht ausgetragen                                              |
| 2007      | Brice Leverdez                                                 | Marlin Maldonado                                               | Paulo von Scala Lucas Araújo                                   | Paula Pereira Thayse Cruz                                      | Lucas Araújo Thayse Cruz                                       | -                                                              |
| 2008 2010 | nicht ausgetragen                                              | nicht ausgetragen                                              | nicht ausgetragen                                              | nicht ausgetragen                                              | nicht ausgetragen                                              | nicht ausgetragen                                              |
| 2011      | Howard Shu                                                     | Lohaynny Vicente                                               | Virgil Soeroredjo Mitchel Wongsodikromo                        | Lohaynny Vicente Luana Vicente                                 | Mitchel Wongsodikromo Crystal Leefmans                         | Suriname                                                       |
| 2012      | Joe Wu                                                         | Nicole Grether                                                 | Jonathan Solís Rodolfo Ramírez                                 | Nicole Grether Charmaine Reid                                  | Nelson Javier Berónica Vivieca                                 | Dominikanische Republik                                        |
| 2013      | Rosario Maddaloni                                              | Nikte Sotomayor                                                | Gareth Henry Bjorn Seguin                                      | Berónica Vivieca Daigenis Saturria                             | Anibal Marroquín Krisley Nohemi Lopez                          | -                                                              |
| 2014      | Gareth Henry                                                   | Solángel Guzmán                                                | Gareth Henry Garron Palmer                                     | Shari Watson Tamisha Williams                                  | Garron Palmer Mikaylia Haldane                                 | Jamaika                                                        |
| 2015      | Gareth Henry                                                   | Solángel Guzmán                                                | Gareth Henry Dayvon Reid                                       | Daigenis Mercedes Saturria Licelott Sanchez                    | Nelson Javier Daigenis Mercedes Saturria                       | Jamaika                                                        |
| 2016      | Nelson Javier                                                  | Aimee Moran                                                    | Gilmar Jones Dylan Darmohoetomo                                | Nairoby Abigail Jiminez Belmary Altagracia Polanco Munoz       | Dakeil Thorpe Tamisha Williams                                 | Dominikanische Republik                                        |
| 2017      | Kevin Cordón                                                   | Jamie Subandhi                                                 | Gareth Henry Samuel Ricketts                                   | Daniela Macías Dánica Nishimura                                | Daniel La Torre Dánica Nishimura                               | Jamaika                                                        |
| 2018      | Robert Mann                                                    | Tamisha Williams                                               | Shae Michael Martin Dakeil Thorpe                              | Monyata Riviera Tamisha Williams                               | Dylan Darmohoetomo Crystal Leefmans                            | Barbados                                                       |
| 2019      | Sam Parsons                                                    | Jordan Hart                                                    | Gareth Henry Samuel Ricketts                                   | Monyata Riviera Tamisha Williams                               | Vinson Chiu Breanna Chi                                        | -                                                              |
| 2020 2024 | 2020, 2021 Tacarigua abgesagt; 2022 bis 2024 nicht ausgetragen | 2020, 2021 Tacarigua abgesagt; 2022 bis 2024 nicht ausgetragen | 2020, 2021 Tacarigua abgesagt; 2022 bis 2024 nicht ausgetragen | 2020, 2021 Tacarigua abgesagt; 2022 bis 2024 nicht ausgetragen | 2020, 2021 Tacarigua abgesagt; 2022 bis 2024 nicht ausgetragen | 2020, 2021 Tacarigua abgesagt; 2022 bis 2024 nicht ausgetragen |